# Vought F4U Corsair
Vought F4U Corsair (Gusar) je bilo ameriško kopensko in palubno lovsko letalo, ki je bilo v uporabi v drugi svetovni vojni in tudi še v korejski vojni.

## Zgodovina
Povpraševanje po tem letalu je kmalu preseglo Voughtove proizvodne zmogljivosti, zato so to letalo začeli izdelovati tudi v tovarnah Goodyear in Brewster. Goodyearovi so nosili oznako FG, F3A pa Brewsterjevi. Od prototipa za Vojno mornarico ZDA leta 1940 pa do zaključne serije leta 1953 za Francijo so izdelali vsega skupaj 12.571 Corsairjev v 16 različicah. To je bilo sploh najdlje izdelovano propelersko lovsko letalo v zgodovini ZDA (1942-1953).
Poleg North American P-51 Mustanga, Republic P-47 Thunderbolta in Grumman F6F Hellcata, z zadnjima dvema si je tudi delil enak motor, je bil eno glavnih ameriških lovskih letal. Bil je, tako kot P-47, dobesedno zgrajen okoli tega motorja. Corsairja so sredi leta 1943 prvi začeli uporabljati v Marinskem zboru (USMC), po uvedbi zložljivih kril pa tudi Vojna mornarica Združenih držav Amerike (USN). Nato so sledile še Kraljeva vojna mornarica (RN) in Kraljevo vojno letalstvo Nove Zelandije (RNZAF), pozneje pa tudi francoska mornarica (Aeronavale) in druge manjše sile vse tja do leta 1960. Hitro je postal najbolj uporabljan mornariški lovski bombnik druge svetovne vojne. Mnogi japonski piloti so ga imeli za najnevarnejšega ameriškega lovca, ameriška mornarica je zanj izračunala razmerje med zmagami in izgubljenimi letali 11:1. Poleg tega, da je bil izvrsten lovec, se je Corsair izkazal tudi kot odličen lovski bombnik. V tej vlogi so ga uporabljali tudi še v korejski vojni in v francoskih kolonialnih vojnah v Indokini in Alžiriji.
Visoka pristajalna hitrost, dolg nos letala (slaba vidljivost pristajalne palube na letalonosilki) ter manjko zložljivih kril sta na začetku ovirali njegovo uporabo kot palubnega letala. Na letalonosilkah so ga začeli uporabljati komaj v drugi polovici leta 1944, in še to šele potem, ko so britanski piloti uvedli nov način polkrožnega pristajanja. S tem so pilotom omilili težave z zelo omejeno vidljivostjo zaradi dolgega nosa letala.
Njegova glavna značilnost - "negativno galebje krilo" je bilo nujno potrebno zaradi ogromnega propelerja, ki je v premeru meril rekordnih 4,06 m. Poleg tega so razvili tudi posebni vzmetni nogi glavnega podvozja, ki sta se še pred pristankom dodatno podaljšali za 10 palcev (25,4 cm) in se obenem zavrteli za četrt obrata (90°). Podobno podvozje je imel tudi F6F Hellcat, že pred njima pa Curtissova lovca P-36 Hawk in P-40 Warhawk.
Corsair je med letom oddajal zanj zelo značilen žvižgajoč zvok, ki je samo še dodatno strašil (podobno kot nemška "štuka" in malo znani avstralski CA-13 Boomerang). Zaradi tega so ga imenovali »žvižgajoča smrt« (»The whistling death«).
Zanimiva je tudi razlaga oznake F4U. Za Američane takrat še nova oznaka za lovca F (Fighter) namesto stare P (Pursuit), številka 4 se izgovarja enako kor beseda for (zate, za vas) in črka U, ki se izgovarja enako kot beseda you (ti, vi). Tako naj bi oznaka F4U pomenila Fighter for You (lovec zate - za pilota, lovec za vas - za letalstvo). Besedna igra, ki se danes v angleščini pogosto uporablja.

S tem letalom je, od sredine leta 1943 pa vse do sestrelitve 3. januarja 1944, letel tudi sloviti letalski as Marinskega zbora, Gregory R. "Pappy" Boyington (MoH).
- Prototip F4U Corsairja med preizkusnim letom.
- Pilotska kabina F4U Corsairja.
- Palubni Corsair F4U-2 s preklopnimi krili ameriške vojne mornarice (USN).
- Slika letala, ki jasno kaže posebnost - "negativno galebje krilo", s katerim so lahko rešili težave z ogromnim propelerjem in njegovo oddaljenostjo od tal. Običajno podvozje bi bilo zato previsoko in bi lahko prihajalo do lomov, zlasti pri trdih pristankih na palubi letalonosilke.
- VMF-124 "Black Sheep" ("Črne ovce") Marinskega zbora (USMC), zbrani na letališču Turtle Bay na otoku Espiritu Santo na Novih Hebridih sredi leta 1943. V ozadju je videti njihovo orodje in orožje - Vought F4U-1A Corsair.
- Corsairja s to številko naj bi v VMF-124 "Black Sheep" ("Črne ovce") pilotiral Gregory "Pappy" Boyington v bojih na Solomonovih otokih koncem leta 1943.

## Letalo v medijih
Letalo ima eno izmed vlog (»Kapitan«) v Disneyevem animiranem filmu Avioni (Airplanes, 2013).

## Specifikacije (F4U-4)
Podatki iz http://www.wwiiaircraftperformance.org/f4u/jt259.html
Splošne karakteristike
- Posadka: 1 pilot
- Dolžina: 33 ft 8 in (10,2 m)
- Razpon kril: 41 ft 0 in (12,5 m, z zloženimi krili 5,2 m)
- Višina: 14 ft 9 in (4,50 m)
- Teža praznega letala: 9,205 lb (4.174 kg)
- Naložena teža: 12,405 lb (5.626 kg)
- Pogon letala: 1 ×  18-valjni zvezdasti zračno hlajen motor Pratt & Whitney Double Wasp R-2800-18W, 2.325 hp (1.710 kW)

 Zmogljivost 
- Maks. hitrost: 453 mph (395 kn, 731 km/h)
- Doseg: 897 mi (602 nmi (1.115 km))
- Višina leta: 41,500 ft (12.649 m)
- Hitrost vzpenjanja: 3,870 ft/min (19,7 m/s)

Oborožitev

- Strelno orožje: 

  - šest .50 in (12,7 mm) AN/M2 Browning strojnice, 400 nabojev na strojnico ali
  - štiri .79 in (20 mm) M2 top
- Rakete: osem 5 in (12,7 cm) nevodenih raket ali
- Bombe: 4.000 lb (1.800 kg)